# Lluís Guarro i Casas
Lluís Guarro i Casas (Barcelona, 1876 – 1950) fou un empresari i polític català.

## Biografia

### La tasca empresarial
Era fill de Wenceslau Guarro i Menor i Camil·la Casas i Jover, pertanyent a una família de fabricants d'estamps de Barcelona (vegeu casa-fàbrica Casas).
Els Guarro eren una família de Gelida que posseïa una empresa inaugurada com a molí paperer el 1698 a la Torre de Claramunt, i que era una de les primeres del sector a Catalunya en fabricació de paper timbrat, amb el privilegi reial de vendre'l a Amèrica. El 1890 succeí el seu pare en la direcció de l'empresa paperera familiar. La pèrdua de les colònies després de la guerra hispano-estatunidenca de 1898 el va impulsar a modernitzar-la apostant pel paper de qualitat, impulsant des del 1903 la fabricació de cartolines per a cartes de joc, de paper amb filigranes, el paper segellat, el paper per a les edicions de bibliòfil i el paper de barba de notable qualitat (conegut també com a paper Guarro o papel catalán a Amèrica Llatina). Pel 1904 exportava paper als governs de Xile, Argentina, Província de Buenos Aires, Cuba, Mèxic, Guatemala i Equador.
Va rebre premis a les exposicions internacionals del 1908 a El Cairo i Atenes, i del 1910 a Brussel·les. Fou membre del consell d'administració del Funicular de Gelida i fundador de la Mutua General de Seguros.

### La tasca de mecenes i polític
També destacà com a mecenes, participant en el programa cultural del Noucentisme. Va contribuir a finançar la construcció del Palau de la Música Catalana, ajudà Pau Casals en la creació de l'Associació Obrera de Concerts, encomanà la construcció del Casal del Molí Vell a l'arquitecte Antoni Puig i Gairalt i finançà l'Associació Protectora de l'Ensenyança Catalana. Fou soci i vicepresident de Foment del Treball Nacional (des d'on contribuí a la creació de la Societat Catalana de Geografia), de l'Ateneu Barcelonès, del Centre Excursionista de Catalunya i de la Societat Econòmica Barcelonesa d'Amics del País.
En 1920 i 1930 fou regidor de cultura de l'ajuntament de Barcelona pel districte 6 per la Lliga Regionalista. En 1925 va oferir a la Comissió de Cultura de l'Ajuntament de Barcelona una casa propietat de la seva mare per a fundar-hi una escola catalana, les Escoles Casas, inaugurades en 1932. Durant la Segona República Espanyola deixà la Lliga per ingressar a Acció Catalana.
Durant la guerra civil espanyola la seva empresa fou col·lectivitzada mitjançant un decret de la Generalitat de Catalunya, i en acabar la contesa es va exiliar a Prada de Conflent. Va tornar en 1941 i aconseguí recuperar l'empresa. Continuà la seva tasca de mecenatge amb l'Escola Elemental del Treball (1942-48) i els Papeles de Son Armadams de Camilo José Cela. En ocasió del 250è aniversari de la Casa Guarro encarregà Frederic Udina i Martorell la redacció de la història de l'empresa. Després de la seva mort en 1950 l'empresa esdevingué societat anònima.